# Dueñas (kommunhuvudort i Spanien, Kastilien och Leon, Provincia de Palencia, lat 41,88, long -4,55)
Dueñas är en kommunhuvudort i Spanien.   Den ligger i provinsen Provincia de Palencia och regionen Kastilien och Leon, i den centrala delen av landet, 180 km norr om huvudstaden Madrid. Dueñas ligger 727 meter över havet och antalet invånare är 3 066.
Terrängen runt Dueñas är platt västerut, men österut är den kuperad. Runt Dueñas är det glesbefolkat, med 12 invånare per kvadratkilometer. Närmaste större samhälle är Palencia, 14,8 km norr om Dueñas. Trakten runt Dueñas består till största delen av jordbruksmark.